# Dictyoptera (genre)
Ne doit pas être confondu avec le super-ordre Dictyoptera.
Genre
Dictyoptera est un genre d'insectes coléoptères de la famille des Lycidae.

## Liste des espèces
Selon ITIS (10 janv. 2015)
- Dictyoptera aurora (Herbst, 1784) - seule espèce européenne[2]
- Dictyoptera hamatus Mannerheim, 1843
- Dictyoptera mundus (Say, 1835)
- Dictyoptera simplicipes Mannerheim, 1843